# Platynocheilus karsensis
Platynocheilus karsensis is een vliesvleugelig insect uit de familie Tetracampidae. De wetenschappelijke naam is voor het eerst geldig gepubliceerd in 2003 door Doganlar.